# Har Rafid
Har Rafid (hebrejsky: הר רפיד) je hora o nadmořské výšce 787 metrů v centrálním Izraeli, v pohoří Judské hory.
Nachází se cca 13 kilometrů severozápadně od centra Jeruzaléma, cca 1 kilometr severozápadně od vesnice Ma'ale ha-Chamiša a cca 2 kilometry severně od města Abu Goš. Má podobu výrazného, zalesněného hřbetu, jehož svahy spadají do hlubokých údolí, jimiž protékají vádí. Výrazný je zejména sráz na severní straně, do údolí vádí Nachal Kfira, na jihu je to mělčí údolí Nachal ha-Chamiša, na jehož protější straně se zvedá hora Har Haruach. Na vrcholku hory Har Rafid se nacházejí archeologické pozůstatky staršího osídlení o ploše 15 dunamů (1,5 hektaru) Tel Rafidija z doby železné, římského i byzantského období. Hora leží na dotyku s bývalým nárazníkovým pásmem, které do roku 1967 oddělovalo území pod kontrolou Jordánska (Západní břeh Jordánu) a Izraele v prostoru okolo takzvaného latrunského výběžku. Dál k severu vyrostla počátkem 21. století přibližně podél takzvané Zelené linie Izraelská bezpečnostní bariéra. Za ní, na severním úpatí hory, se rozkládá palestinská obec Qatanna.